# Tajvánie kryptomeriovitá
Tajvánie kryptomeriovitá (Taiwania cryptomerioides) je stálezelený, jednodomý strom, jediný druh monotypického rodu tajvánie. V současnost je řazen do čeledě cypřišovitých, v minulosti náležel do zrušené čeledě Taxodiaceae.
Dřevinu tajvánii pro vědu objevil a popsal japonský botanik Bunzô Hayata na ostrově Tchaj-wanu teprve v roce 1906. V mladším věku se podobá kryptomerii japonské a proto dostala druhové druhové jméno „cryptomerioides“ - podobná kryptomerii.

## Výskyt
Tyto stromy jsou málo rozšířené a rostou pouze na Tchaj-wanu v jihozápadní Číně, na severu Vietnamu a ojediněle i v Myanmaru. Obvykle se vyskytují rozptýleně ve smíšených lesích, kde vysoko přerůstají okolní stromy. Rostou na mírně kyselé, propustné, ale trvale vlhké půdě, nejlépe na plném slunci a chráněné před zimními větry. Vyskytují se v nadmořských výškách 500 až 2800 m. Starší stromy bývají hustě porostlé lišejníky, mechy a játrovkami.
Tajvánie jsou rostliny teplého a mírného pásma s vysokými dešťovými srážkami v létě i na podzim a se sušší zimou, snesou krátkodobě pokles teploty pod bod mrazu. Klima je tam silně ovlivňováno monzuny, roční srážky bývají 3000 až 4000 mm. Stromy rostou velmi pomalu, jsou dlouhověké a údajně se mohou dožít stáří 1600 až 2000 let. Byly jako okrasné vzácně vysazeny v Japonsku, jižní Evropě, Severní Americe i na Novém Zélandu, převážně do botanických zahrad a arboret. Střední Evropa jim neskytá vhodné podnebí k přežití.

## Popis
Vzrůstný strom s rovným, až 70 m dlouhým, rovným kmenem o výčetní tloušťce okolo 3 m. Jeho kůra je šedavě červená, hnědá nebo téměř šedá, podélně rozpukaná, asi 1,5 cm tlustá, odlupující se v podélných pruzích. Peridermis je zářivě červený, směrem dovnitř se dřevo stává postupně purpurově hnědé a nevylučuje žádnou pryskyřici. Bělové dřevo je bílé až světle oranžovožluté.
Koruna stromu je kuželovitá až válcovitá, u starší jedinců začíná asi v polovině délky kmene. Hlavní větve jsou horizontálně rozkladité, mladé větvičky jsou převislé, štíhlé, dlouhé a porostlé krátkými, měkkými a ne příliš hustými chlupy. Šupinovité, dužnaté, modrozelené listy vyrůstají v husté spirále a bývají dvoutvaré. U starších stromů jsou 2 cm dlouhé, šídlovité, mírně srpovitě zahnuté, bázi mají sbíhavou, vrchol špičatý nebo tupý a na příčném řezu jsou trojúhlé nebo čtyřúhlé. Listy mladých stromů vyrůstají řidčeji, jsou kratší, mají esovitý tvar a jsou spíše vejčité než šídlovité.
Samčí šištice jsou vejčité a rostou v terminálních svazečcích po dvou až šesti, mají 10 až 36 mikrosporofylů se spirálovitě uspořádanými dvěma až čtyřmi prašnými váčky. Samičí šištice jsou terminální, podlouhle vejčité, vyrůstají jednotlivě a vzpřímeně, jsou téměř přisedlé, 1,5 až 2 cm dlouhé a mají 15 až 30 semenných šupin se dvěma nahými vajíčky, podpůrné šupiny jsou zakrslé. K opylení dochází v dubnu a květnu, semena jsou zralá v říjnu a listopadu, jsou plochá, podlouhle vejčitá, 4 až 7 mm dlouhá a mají úzká postranní křidélka. Stromy začínají vytvářet semena až když jsou vysoké nejméně 15 m, tehdy se jim mění i vzhled listů.

## Využití
V minulosti bylo snadno opracovatelné, vonné, světložlutě až načervenale zbarvené dřevo používáno ve stavebnictví, na výrobu nábytku a hlavně se z něj zhotovovaly kvalitní rakve. Dále bylo pro svou lehkost vhodné pro stavbu mostů a lodí. V současnosti jsou zbývající stromy chráněny a sazenice z jejich semen se užívají na zalesňování holin.

## Ohrožení
Stromy tajvánie kryptomeriovité se v minulém období hojně kácely a soudí se, že se jejich stavy za století snížily o témě polovinu. V současnosti probíhají na Tchaj-wanu i v Číně programy na jejich ochranu a vysazují se nové porosty, rostou ale velmi pomalu a brzký užitek z nich nebude. Ve Vietnamu chráněné nejsou a nacházejí se na místech, kde jsou lesy často měněné na pastviny.
Mezinárodním svazem ochrany přírody IUCN je populace tajvánie kryptomeriovité posuzována jako stabilní, ale pro malý počet jedinců je hodnocena jako zranitelný druh (VU).

## Galerie

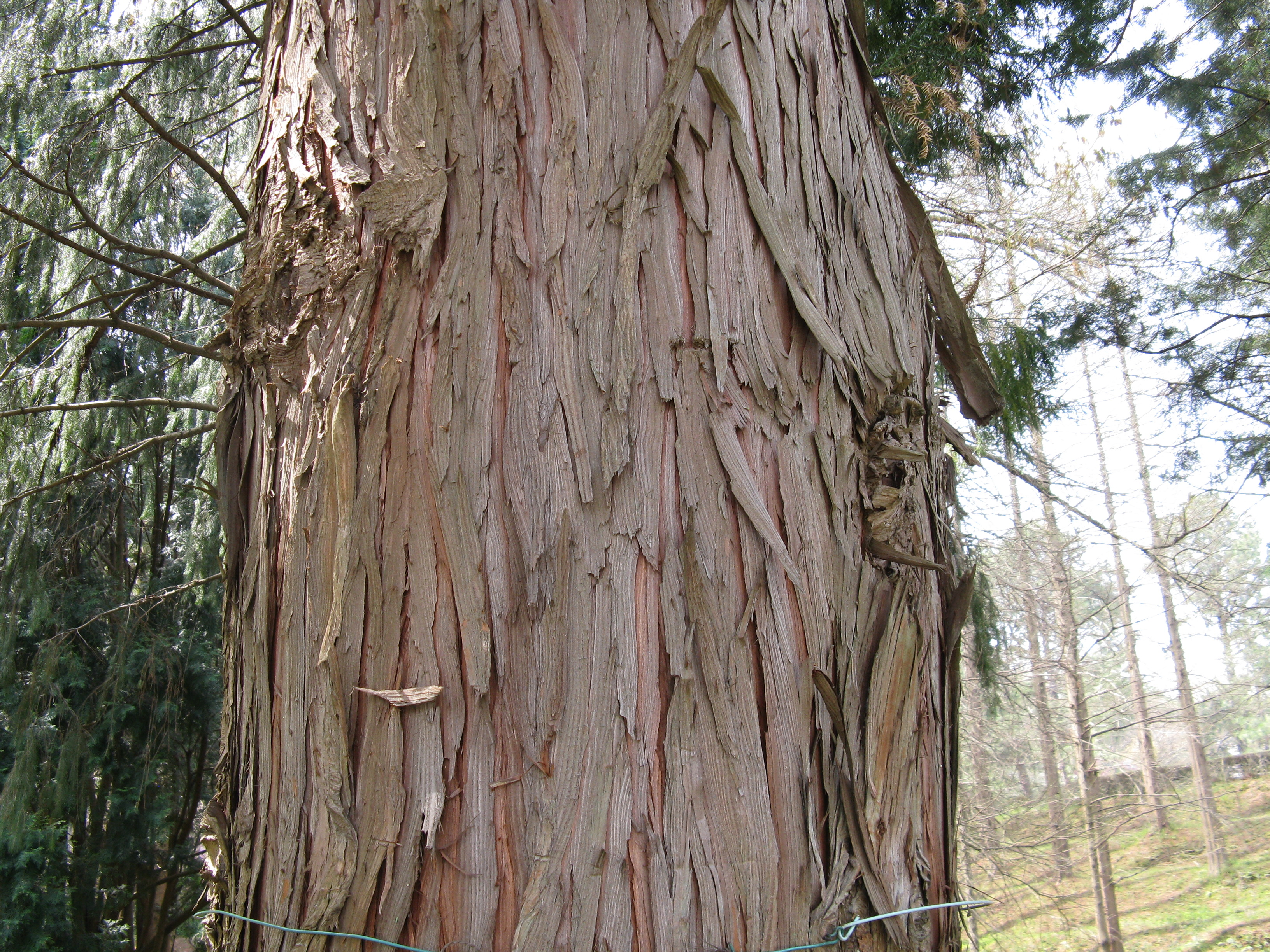
Kůra kmene
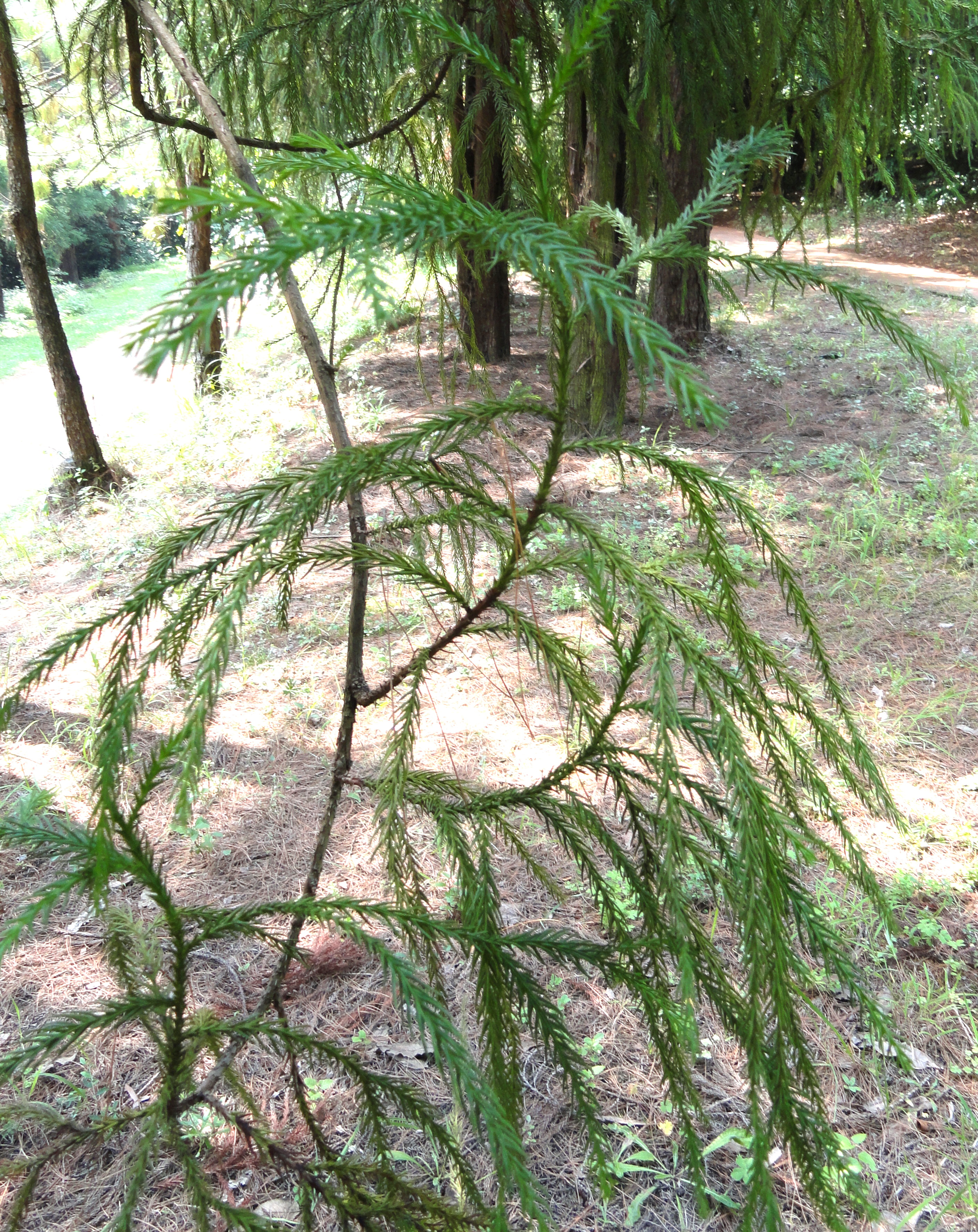
Semenáč
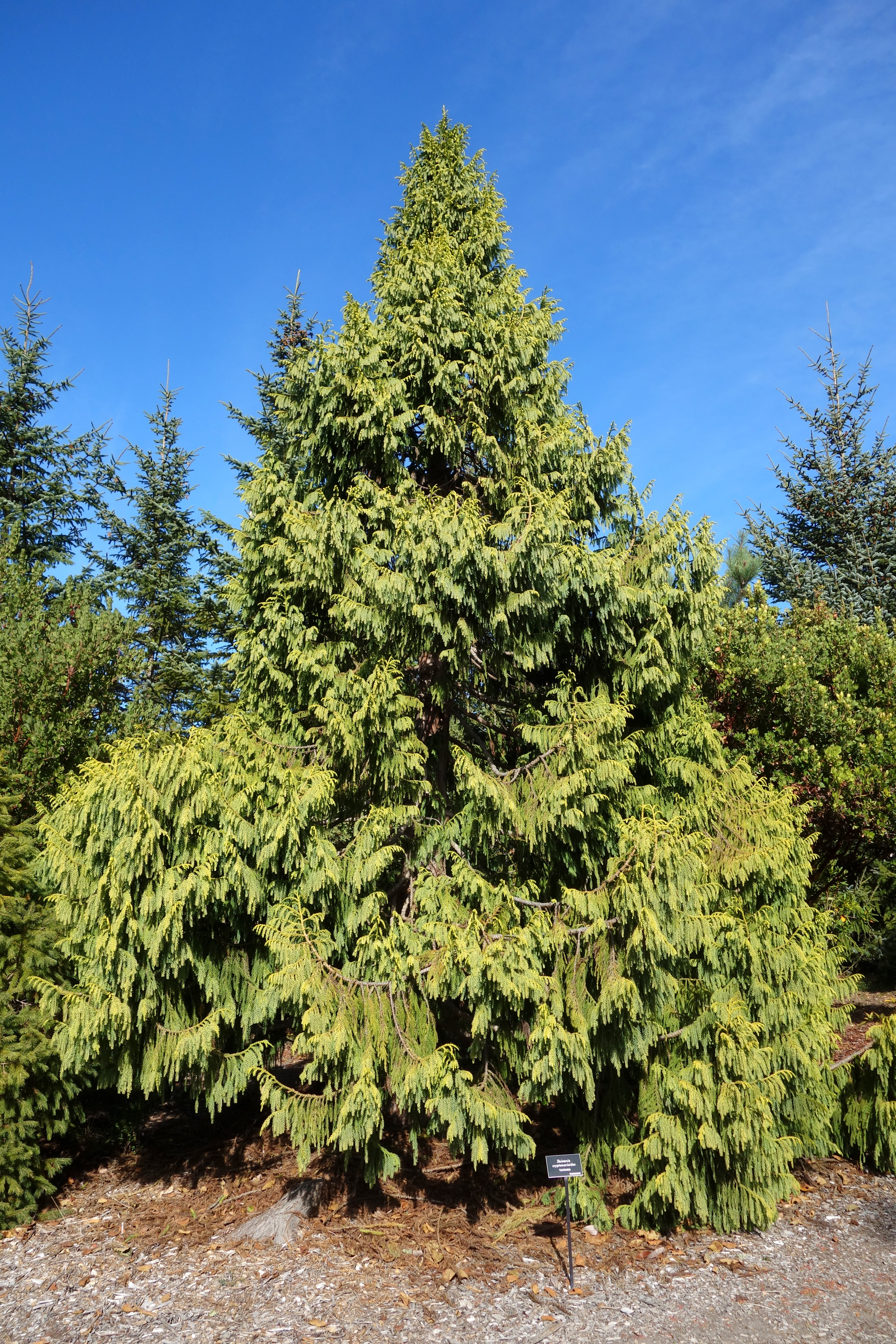
Mladý jedinec
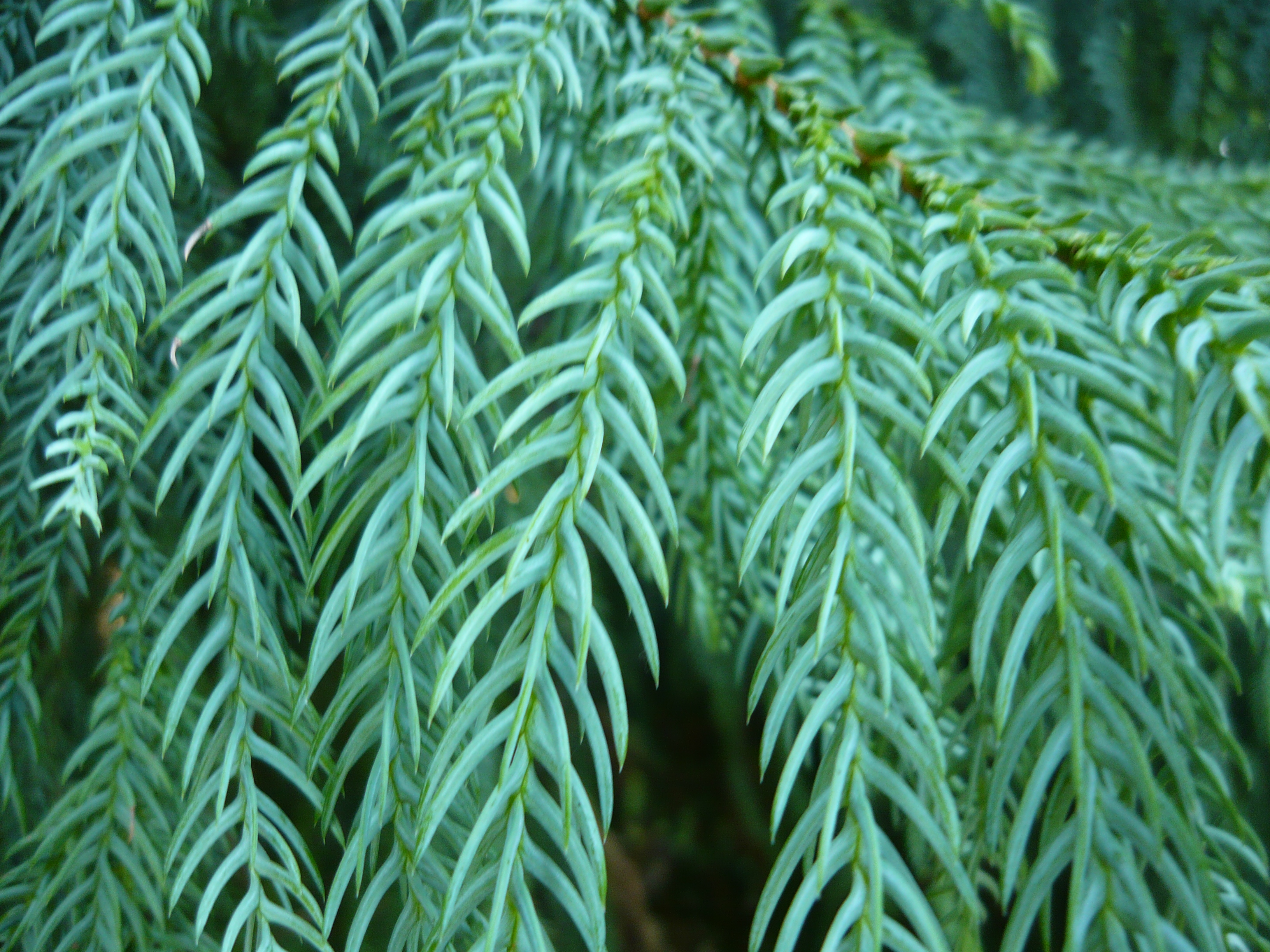
Mladé větvičky